# 坪井町 (津山市)
坪井町（つぼいまち）は岡山県津山市にある地名。郵便番号は708-0075。

## 地理
奴通り（岡山県道68号津山加茂線上）の西、福渡町の北隣りに位置する。

## 歴史

### 沿革
- 1889年6月1日 - 町村制施行により、津山城下町の坪井町他、宮川以西の町が合併して西北条郡津山町となる。
- 1900年4月1日 - 津山町が東南条郡津山東町を編入するとともに、西北条郡が西西条郡、東南条郡、東北条郡と合併し、苫田郡津山町となる。
- 1923年4月1日 - 苫田郡林田村が町制・改称、津山東町となる。
- 1929年2月11日 - 津山町が周辺の町村と合併し、市制施行し、津山市となる。

### 地名の由来
久米北条郡坪井村（現・津山市坪井上・坪井下）から来た人が住んだことからこのように名づけられた。

## 世帯数と人口
2021年（令和3年）1月1日現在の世帯数と人口は以下の通りである。
| 町丁   | 世帯数 | 人口 |
| ------ | ------ | ---- |
| 坪井町 | 41世帯 | 77人 |

## 小・中学校の学区
市立小・中学校に通う場合、学区は以下の通りとなる。
| 番地 | 小学校           | 中学校             |
| ---- | ---------------- | ------------------ |
| 全域 | 津山市立西小学校 | 津山市立鶴山中学校 |

## 交通

### 道路
- 岡山県道68号津山加茂線（一部が奴通り。当地域では全域奴通りに当たる）

## 施設
- 津山坪井郵便局
- トマト銀行津山支店
- 坪井町公会堂